# Hirssaari (ö i Kymmenedalen)
Hirssaari är en ö i Finland. Den ligger i Finska viken och i kommunen Kotka i den ekonomiska regionen  Kotka-Fredrikshamn i landskapet Kymmenedalen, i den södra delen av landet. Ön ligger nära Kotka och omkring 110 kilometer öster om Helsingfors.
Öns area är 73 hektar och dess största längd är 1,4 kilometer i sydöst-nordvästlig riktning.